# Хронологија усташких злочина 1943.
Независна Држава Хрватска (1941-1945) проглашена је 10. априла 1941. након уласка њемачких окупационих трупа у Загреб. Током прве године постојања НДХ почињени су неки од најмасовнијих злочина усташа над српским, јеврејским и ромским цивилима и комунистима, међу којима је највише било припадника хрватског народа.
Идеологија усташког покрета била је темељена на расистичкој и екстремно националистичкој политици, по узору на фашистичке покрете у Европи, особито оне најутицајније - у Италији и Њемачкој, на основу чега овај покрет убрајамо међу фашистичке покрете. Основна тенденција усташке политике тицала се стварања етнички хомогеног простора у коме неће бити мјеста за припаднике српског, јеврејског и ромског народа, као и за политичке неистомишљенике, особито када је ријеч о комунистима. Оваква политика резултирала је масовним уништавањем српског, јеврејског и ромског становништва, као и свих политичких противника без обзира на етничко поријекло. Оваква пракса била је карактеристична за све дјелове НДХ.
Избијањем партизанског устанка током 1941. у Хрватској и Босни и Херцеговини, смањен је интензитет усташких злочина у појединим регионима на подручју НДХ. Бољом организацијом партизанског покрета и масовнијим приливом бораца омогућен је активнији отпор фашистичким формацијама и стварање слободне територије. Усташе сада морају ангажовати велике снаге како би продрле у српска насеља, док им је током љета 1941. полазило за руком да са мањим снагама похватају велик број становника које би потом ликвидирали. Међутим, у појединим регионима у којима су услови организовања антифашистичке борбе били отежани (Срем, Славонија, градска насеља, итд.) или у регионима који су били изложени офанзивама усташких и њемачких снага (Козара, Кордун, Фрушка гора, итд.) забиљежени су масовни злочини и масовне депортације локалног становништва у логоре, што је подразумјевало изузетно високе људске губитке. Такође, током 1942. запажа се масовније уништавање ромског становништва него претходне године. Ово се односи на колективне депортације ромских заједница у логор Јасеновац. Исто тако, током 1942. учестале су колективне депортације становништва српских села Босанске крајине, Славоније и дијела Баније, као и масовне депортације из других региона, у логор Јасеновац, а настављене су и депортације јеврејског становништва у логоре, као и претходне године.
Поједини региони настањени српским становништвом, пре свега у Босни, били су 1942. поштеђени усташких покоља и масовнијих депортација у логоре захваљујући споразумима о сарадњи са органима НДХ локалних четничких одреда. Ипак, ови споразуми, ако и непосредна сарадња четника са НДХ, омогућили суоружаним формацијама НДХ да се више усредсреде на подручја под контролом партизана, што је резултирало масовних страдањима цивилног становништва и бораца НОВЈ.

## Јануар
- 23. јануар 1943: Ухапшена 33 лица хрватске националности у Вараждину и околним селима "ради комунизма". Публикована су имена ухапшених лица. Ова лица су се 20. фебруара 1943. још увијек налазила у усташком затвору у Вараждину. [1]

## Март
- 5. март 1943: Хапшење око 30 становника хрватског села Ђелековци покрај Копривнице, активиста и симпатизера НОП-а. Међу ухапшенима био је и сликар Мирко Вириус. Ухапшеници су спроведени у логор Даница у Копривници, да би након ускоро били спроведени у усташки затвор у Крижевцима гдје су саслушавани. Недуго након тога 12 ухапшеника из Ђелековаца спроведено је у њемачки Прихватни логор Земун на београдском Старом сајмишту, гдје су неки од њих страдали, укључујући и Вириуса.[2] Током Другог свјетског рата котар Копривница имао је 958 жртава фашистичког терора и 343 погинула партизанска борца.[3]

- 18. март 1943: Усташе објесиле 3 лица хрватске националности у селу Ловинац у Лици. Међу објешенима биле су двије жене и једно дијете. Публиковани су поименични подаци о страдалима.[4]

## Април
- 7. април 1943: Покољ становништва у Горњим Дубравама код Огулина и одвођење око 250 људи у усташки логор Сисак.

Рано ујутро на Благовијести 1943. године у село су бануле усташе и наредиле становништву да се спреми за сељење у „бољу земљу“. Народ, уплашен и без заштите, покорио се наредби. До подне око 250 људи, жена и дјеце, што самостално, што уз пратњу и пријетњу усташа, сабрало се на својим запрегама пуним робе, хране и алата на жељезничку станицу. Сва воловска и коњска запрега остала је на станици, а људи су утоварени у ге вагоне (сточни вагони) и отпремљени у концентрациони логор Сисак. Тај дан усташе су звјерски убиле деветоро становника. Већину заклаше, а међу жртвама би и једна беба (Ђурађ Николе Туторовић), којој на очи родитеља разбише главу о камен. Старцу Илији Раце Микашиновићу одсјекоше нос и уши на жељезничкој станици у Дубравама. У вагону до Загреба му под нокте чавле забијаше, а у Загребу на Боронгају, гдје се зауставише композиције затвореника, Илији извадише и очи. Издржа Илија три дана и Бог прими праведну душу његову 10. априла 1943. године у Загребу.
- 8. април 1943: Хапшење 2 комуниста хрватске националности у Вараждину.[6]

## Мај
- 3. мај 1943: Хапшење 53 лица јеврејске националности у Вараждину и њихово отпремање у Загреб. Публиковани су поименични подаци о ухапшеницима. У извору се не наводи даља судбина ових лица.[7]

- 5. мај 1943: Хватање 7 партизана у шуми Жутица покрај Сиска и 3 помагача из села Посавски Бреги. Сва лица била су хрватске националности.[8]

- 16. мај 1943: Хапшење 10 особа хрватске националности, симпатизера и активиста НОП-а у селу Михановићев Дол покрај Клањца у Хрватском загорју. Ухапшеници су претежно били житељи Клањца и Михановићевог Дола. Од 10 ухапшених лица 7 је задржано у усташком затвору. Публикована су њихова имена.[9]

## Јул
- 1. јул 1943: Стрељање 13 комуниста и активиста НОП-а у Сиску (7 хрватске и 6 српске националности).[10]

- 12. јул 1943: У селу Кварте покрај Перушића, усташе убиле 4 члана хрватске породице Кокотовић, од чега двоје дјеце и двије жене. Публикована су имена страдалих.[11]

## Септембар
- 21. рујан 1943: Двије сатније усташке жељезичкне бојне су се, захваљујући издаји једног интенданта, изненада пробиле и напале тајну партизанску болницу у шуми изнад Осијека на Калнику и побиле 14 рањеника, док су се осталих око 80 уз помоћ страже и особља успјело спасити[12].

## Октобар
- 2. октобар 1943: Усташе убиле 4 жене хрватске националности из Карлобага које су биле активисткиње и симпатизерке НОП-а. Две жртве су живе запаљене,а једна је заклана. Усташе су 1943-1944. убили укупно 19 становника Карлобага, од чега 8 жена. Публикована су имена страдалих.[13]

- 4. октобар 1943: Убиство 2 жене хрватске националности из села Подвожић покрај Бариловића, од стране усташа. Злочин се догодио у селу Белај.[14]

## Новембар
- 17. новембар 1943: Групација састављена од 34, 9. и 31. усташке бојне, једног батаљона њемачке 114. ловачке дивизије, 2 чете тенкова и 2 батерије топова извршила је обухватни напад из Госпића у правцу Дивосела на 2. бригаду 13. дивизије и Дивоселачку територијалну чету. Приликом овог испада усташе су убиле око 20 становника Дивосела, попалиле око половину бајти (куће су у Дивоселу већ раније биле попаљене) и опљачкале знатан број стоке.[15]

- 30. новембар 1943: Усташе убиле 2 лица хрватске националности, симпатизера НОП-а, становника Карлобага. Злочин је извршен у Башким Оштаријама. Публикована су имена страдалих.[13]

## Децембар
- 1. децембар 1943: Усташе Поглавниковог тјелесног сдруга су након сукоба са партизанима и губитака у циљу одмазде спалиле село Церје Јесењанско у Хрватском Загорју, усмртивши притом 36 становника. Сви убијени били су цивили, а међу њима је било седморо дјеце од 2 до 16 година.[16] Према извјештају опћинског поглаварства у Ђурманцу:

Надаље видљиво је да је по усташама однешено готовог новца 246 000 куна. Споменути житељи у извјешћу су били до сада мирни и честити Хрвати, те се у том погледу није могло њима ништа приговорити, ну како буду даље обзиром на осиромашење, то се сада не може знати ... (усташе су) почели убијати свиње, пуране и кокоши те су запалили ватру и одмах пекли... па су се опили до бесвјести 
- 20. децембар 1943: Вјешање 16 комуниста и активиста НОП-а у Загребу у знак одмазде за партизанску диверзију извршену у селу Сопница 18. децембра 1943. Ово је први примјер јавног вјешања у Загребу. У послијератној култури сјећања овај догађај остао је упамћен под називом Просиначке жртве 1943. Публикована су имена страдалих. Међу објешенима 14 је било хрватског, двојица словеначког поријекла.[19][20]